# گوشتن
شهر گوشتندر ایالت زاکسن-آنهالت در کشور آلمان واقع شده‌است.